# محمدنبی حبیبی
محمدنبی حبیبی (۲۸ آذر ۱۳۲۴ ورامین – ۹ بهمن ۱۳۹۷ تهران) سیاستمدار ایرانی بود. وی در فاصله سالهای ۱۳۸۳ تا ۱۳۹۷ به مدت بیش از ۱۴ سال، دبیرکلی حزب مؤتلفه اسلامی را بر عهده‌داشت.
حبیبی دانش‌آموخته کارشناسی ارشد جامعه‌شناسی از دانشگاه تهران بود. وی از سال ۱۳۵۹ تا ۱۳۶۰ استاندار فارس و از ۱۳۶۰ تا ۱۳۶۲ نیز استاندار خراسان بود، همچنین در سال ۱۳۶۲ برای کمتر از یک سال نیز بعنوان استاندار تهران فعالیت نمود. او از سال ۱۳۶۲ تا ۱۳۶۶ به مدت ۴۴ ماه شهردار تهران بود. از سوابق دیگر وی می‌توان به مدیرعاملی شرکت پست جمهوری اسلامی ایران، ریاست سازمان هواپیمایی کشوری (معاون وزیر راه و ترابری) و معاونت وزیر بازرگانی، اشاره کرد.

## زندگی‌نامه
محمدنبی حبیبی در تاریخ ۲۸ آذر سال ۱۳۲۴ در روستای باغ خواص، ورامین زاده شد. وی در دوران قبل از پیروزی انقلاب اسلامی، در بسیاری از تظاهرات‌ها فعال بود و علیه رژیم شاهنشاهی فعالیت‌های سیاسی داشت.
وی استانداری تهران، فارس و خراسان را در کارنامه سوابق خود دارد. محمدنبی حبیبی دارای فوق لیسانس جامعه‌شناسی از دانشگاه تهران بود و طی سال‌های ۱۳۶۲ تا ۱۳۶۶ به مدت ۴۴ ماه شهردار تهران بود. در دوره شهرداری وی ساخت مترو بعد از توقفی چند ساله به علت وقوع انقلاب ۱۳۵۷ و جنگ ایران و عراق دوباره از سر گرفته شد.

## فعالیت‌ها
وی بعد از استعفای حبیب‌الله عسگراولادی، به عنوان دبیرکل حزب موتلفه اسلامی، مشغول فعالیت بود.
- معاون سیاسی استاندار کرمان
- مدیرعامل شرکت پست جمهوری اسلامی ایران
- معاون وزیر راه و ترابری و رئیس سازمان هواپیمایی کشوری
- قائم‌مقام رئیس بنیاد مستضعفان و جانبازان
- رئیس ستاد اقامه نماز تهران
- معاون وزیر بازرگانی
- قائم‌مقام بنیاد بین‌المللی غدیر

## موضع‌گیری‌ها
حبیبی در خرداد ماه ۱۳۹۷ در مورد پیوستن ایران به قرارداد fatf گفته بود: 
مجلس و دولت باید بدانند حرف اول و آخر استکبار جهانی و به زبان FATF این است که حزب‌الله لبنان، انصارالله یمن و گروه‌های فلسطینی، حشدالشعبی عراق و غیره تروریست هستند و نباید به آن‌ها کمک مالی شود و این ممنوعیت را به صورت خود تحریمی از طریق این قوانین دنبال می‌کند، لذا ما معتقدیم باید از دستور کار مجلس خارج شود، چرا که با بند آخر اصل سوم و اصل ۱۵۶، ۱۵۳ و ۱۵۴ قانون اساسی مغایرت دارد.
محمدنبی حبیبی در مورد قاچاق مواد مخدر و تهدیدهای برآمده از آن نیز گفته بود: 
قاچاق مواد مخدر با ۴۲ برابر شدن کشت خشخاش در افغانستان یک معضل اجتماعی است. دولت و دستگاه‌ها باید به وظایف خود در این باره عمل کنند. آمریکا جوانان ما را هدف قرار داده است. خانواده‌های بسیاری به دلیل شرارت قاچاقچیان به خاک سیاه نشسته‌اند. دستگاه قضایی باید قوانین سخت‌گیرانه در مورد قاچاقچیان را اعمال کند و از سرزنش مجامع جهانی تحت نفوذ آمریکا نهراسد.
حبیبی در مورد سیاست خارجی عقیده داشت، ایران در سیاست خارجی باید از دیپلماسی التماسی، که قبلاً خیلی رایج شده بود، فاصله بگیرد تا اوضاع خارجی در ریل انقلاب حرکت کند. در سیاست اقتصادی نیاز دارد به اقتصاد مقاومتی عمل شود تا از این آشفته بازار خارج شود.

## تاریخچه انتخاباتی
| سال       | انتخابات                   | رأی     | ٪     | رتبه | نتیجه              | منبع   |
| --------- | -------------------------- | ------- | ----- | ---- | ------------------ | ------ |
| ۱۳۶۷      | مجلس شورای اسلامی          | ۳۳۶٬۸۷۹ | ۲۱٫۲۷ | ۳۳اُم | راهیابی به دور دوم | [ ۱۰ ] |
| ۱۳۶۷      | مجلس شورای اسلامی          | ۲۳۶٬۰۵۰ | ۲۶٫۴۶ | ۱۱اُم | شکست               | [ ۱۰ ] |
| ۱۳۷۷      | شوراهای اسلامی شهر و روستا | ؟       | ؟     | ۲۴اُم | شکست               | [ ۱۱ ] |
| ۱۳۸۶      | مجلس شورای اسلامی          | –       | –     | –    | انصراف             | [ ۱۲ ] |
| ۱۳۹۱–۱۳۹۰ | مجلس شورای اسلامی          | ۲۲۰٬۶۰۰ | ۹٫۴۴  | ۴۴اُم | راهیابی به دور دوم | [ ۱۳ ] |
| ۱۳۹۱–۱۳۹۰ | مجلس شورای اسلامی          | ۱۷۹٬۴۰۵ | ۱۵٫۹۳ | ۴۶اُم | شکست               | [ ۱۴ ] |
| ۱۳۹۴      | مجلس شورای اسلامی          | ۶۹۲٬۹۰۲ | ۲۱٫۳۳ | ۵۱اُم | شکست               | [ ۱۵ ] |

## مرگ
حبیبی در بامداد روز سه‌شنبه ۹ بهمن ۱۳۹۷ بر اثر  ایست قلبی در تهران درگذشت.